# Air Zermatt
Die Air Zermatt AG ist eine Schweizer Fluggesellschaft und Flugschule mit Sitz in Zermatt. Das Unternehmen verfügt im Kanton Wallis über ein Büro am Aéroport de Sion und je eine Basis in Gampel, Raron und Zermatt. Es beschäftigt ca. 95 Mitarbeiter.

## Geschichte
Die Air Zermatt wurde im Jahre 1968 von dem Apotheker Beat H. Perren (1929–2025) gegründet.
Im Jahr 1973 führte die Air Zermatt die Medikalisation in der Helikopterrettung ein. Als erstes Rettungsunternehmen in der Schweiz beschäftigt sie festangestellte Ärzte und Anästhesiepfleger, die die Helikopterbesatzungen auf ihren Rettungseinsätzen begleiten.
Seit den frühen 1980er-Jahren arbeitet Air Zermatt eng mit RECCO zusammen, dem Erfinder der Lawinen-Rettungssysteme. Air Zermatt war eines der ersten Teams, das diese Technologie im Einsatz weiterentwickelte – bis heute ein Standard im alpinen Rettungswesen.
Ab 2017 können die Notärzte der Air Zermatt, als erste Heli-Luftretter im Alpenraum, Schwerstverletzten mit hohem Blutverlust schon während des Transportes Universalspenderblut der Blutgruppe „Null negativ“ transfundieren. Bei langen Flügen zu Spezialkliniken wie Bern oder Lausanne hat der Patient so eine höhere Überlebenschance. Das Spitalzentrum Oberwallis (SZO) stellt am Standort Visp die Blutkonserven bereit und kann sie bei Bedarf auf der Landeplattform des Spitals an das Rettungsteam der Air Zermatt übergeben.
Seit 2020 besteht eine Unternehmenspartnerschaft mit der Air-Glaciers in Sitten.

## Dienstleistungen
Die Air Zermatt führt mit ihren Hubschraubern Rettungs-, Transport- und Touristenflüge (u. a. Heliskiing) durch und ist als Partner der Kantonalen Walliser Rettungs-Organisation (KWRO) für die Luftrettung im Oberwallis zuständig. Mit zwei Ambulanzen wird zudem der bodengebundene Rettungsdienst im inneren Mattertal abgedeckt.
Weiterhin kommen die Hubschrauber der Air Zermatt bei Naturkatastrophen im Wallis wie zum Beispiel bei den Unwettern im Herbst 2000 zum Einsatz.
55 % der Flüge dienen Transportaufgaben: Baustoffe, Baumaterial, Versorgung von Alphütten, Seilbahn-Komponenten und Einsätze bei Naturkatastrophen. Diese Routineflüge ermöglichen den Piloten zugleich wertvolle Einsatzerfahrung unter wechselnden Bedingungen. Weitere 20 % dienen Rundflügen. Die restlichen 20 % sind Rettungen. 5 % umfassen Aus- und Weiterbildung.

## Flotte
Die Air Zermatt verfügt über elf Hubschrauber (Stand Juli 2025), unter anderem:
- 6 Eurocopter AS 350 B3 (HB-ZVS, HB-ZOY, HB-ZCX, HB-ZLW, HB-ZUO, HB-XCL)
- 3 Bell 429 (HB-ZSU, HB-ZOZ, HB-XDA)

Die Bell 429 werden für Such- und Rettungsflügen eingesetzt. Sie sind in Gampel und Zermatt stationiert und sind blindflugtauglich.
Die Eurocopter AS 350 B3 werden für Transport, Taxi- und Rundflüge verwendet. Aufgrund der grossen Dienstgipfelhöhe werden sie oft bei Rettungen in grossen Höhen eingesetzt, etwa am Matterhorn oder der Dufourspitze.
Im März 2016 wurde bekannt gegeben, dass die Air Zermatt zu den Erstkunden des Leonardo AW09 gehört und sich an dessen Entwicklung beteiligt.

### Ehemalige Hubschraubertypen
- Ein Eurocopter EC 135 T2, dieser wurde später zu Einer EC 135 T3 umgerüstet und an Air Glaciers verkauft, die Maschine fliegt heute immer noch unter der Registration HB-ZEF.
- Eine Aérospatiale SA-315 B Lama für Rund-, Transport- und Rettungsflüge wurde im Dezember 2021 nach einem Unfall ausser Betrieb gestellt.[8] Zwei weitere SA-315 B Lama wurden für Transport-, Rettungs- und Rundflüge genutzt. Sie wurden 2015 und 2016 aus Kostengründen verkauft und durch Maschinen vom Typ AS 350 ersetzt.[9]
- Eurocopter EC 130 T2

## Einsätze

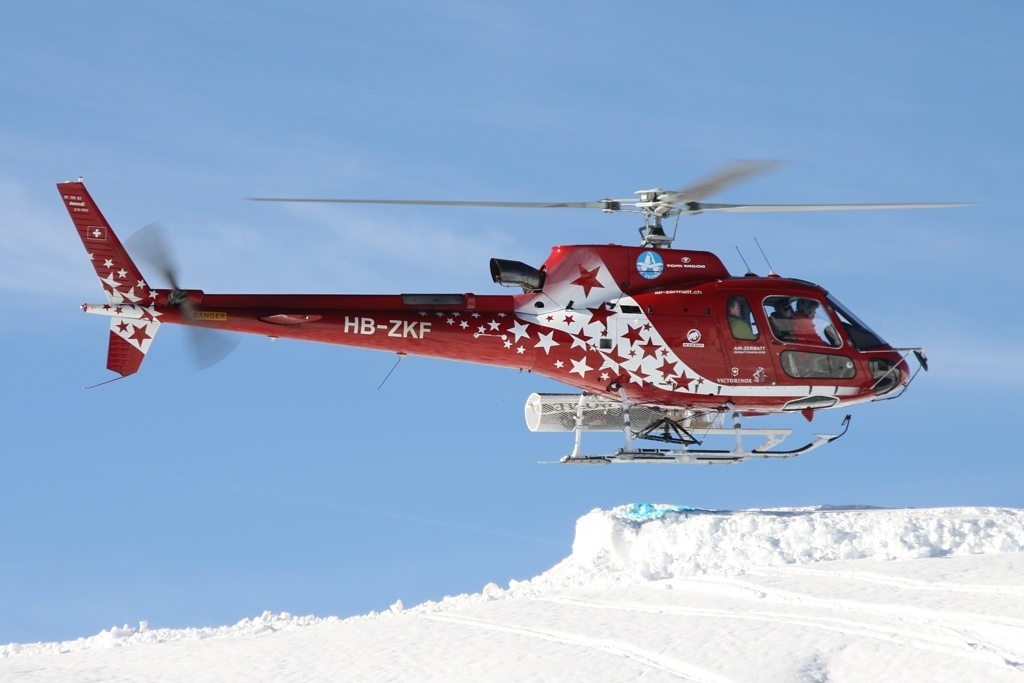
Eurocopter AS-350B-3 Ecureuil der Air Zermatt

Besondere Aufmerksamkeit in den Medien erreichten die Einsätze der Air Zermatt im Rahmen des Bergrutsches in Gondo am 14. Oktober 2000 und bei dem Waldbrand oberhalb von Leuk im August 2003.
Die Air Zermatt leistete durch Material- und Personentransporte auch einen grossen Beitrag zum Bau der Luftseilbahn auf das Kleine Matterhorn.
Nach diversen Übungen im Jahr 1970 gelang dem Air-Zermatt-Piloten Günther Amann 1971 als erstes eine Direktrettung mit Hilfe einer Seilwinde aus der gefährlichen Eiger-Nordwand. Er wurde dafür anschliessend in den USA ausgezeichnet.
Im November 2005 leistete die Air Zermatt weitere Pionierarbeit. Im Rahmen des A1 GP in Dubai wurden havarierte Fahrzeuge am Seil einer Lama geborgen.
Am 8. März 2011 erhielten der Air-Zermatt-Pilot Daniel Aufdenblatten und Bergretter Richard Lehner für die Rettung von drei Alpinisten im Annapurna-Gebiet im April 2010 den Heroism Award für die bisher höchste Bergrettung in 7000 Metern Höhe mit einem Hubschrauber. Als letztes hatte Chesley Sullenberger diesen Preis für die sichere Notlandung von US-Airways-Flug 1549 erhalten. Aufdenblatten und Lehner befanden sich im April 2010 für eine Rettungsschulung der Air Zermatt in Nepal, als sie einen Notruf erhielten. Sie kamen den Alpinisten zu Hilfe, obwohl bis dahin unklar war, ob eine Rettung in so grosser Höhe mit einem Hubschrauber überhaupt möglich ist.
Nach massiven Schneefällen und Lawinenabgängen die sowohl die Bahn- als auch die Strassenverbindung unterbrochen hatten, flog das Unternehmen Ende Januar 2018 mehr als 2000 Menschen und ca. 67 Tonnen Material aus dem abgeschnittenen Zermatt aus.

## Zwischenfälle
- Am 16. Mai 2018 kam es bei einem Übungsflug mit einem Feuerlöschsystem zu einem Zwischenfall. Bei der Aufnahme von Wasser aus einem Baggersee wurde ein Kabel touchiert. Nach der Notlandung im Wasser konnte sich der Pilot selbstständig aus dem Wrack befreien er wurde jedoch schwer verletzt. Der Helikopter des Typs  AS 350 B3 mit der Registrierung (HB-ZKF) wurde durch den Zwischenfall zerstört[14]
- Am 18. Dezember 2021 stürzte ein Helikopter des Typs Aérospatiale SA-315 Lama  der Air Zermatt beim Landeanflug auf den Gebirgslandeplatz Alphubel ab. Sowohl der Pilot als auch die Passagiere blieben unverletzt. Der Hubschrauber wurde beim Zwischenfall irreparabel zerstört. (HB-XII)[15]
- Am frühen Morgen des 4. Juli 2023 stürzte ein Helikopter der Air Zermatt beim Landeanflug an der Margherita-Hütte im Monte Rosa Massiv ab. Die Maschine des Typs AS 350 B3 wurde dabei zerstört. Die aus zwei Crewmitgliedern und drei Glaziologen bestehende Besatzung konnte die Maschine unverletzt verlassen. Der Unfall wird von der SUST untersucht.[16]

## Medien

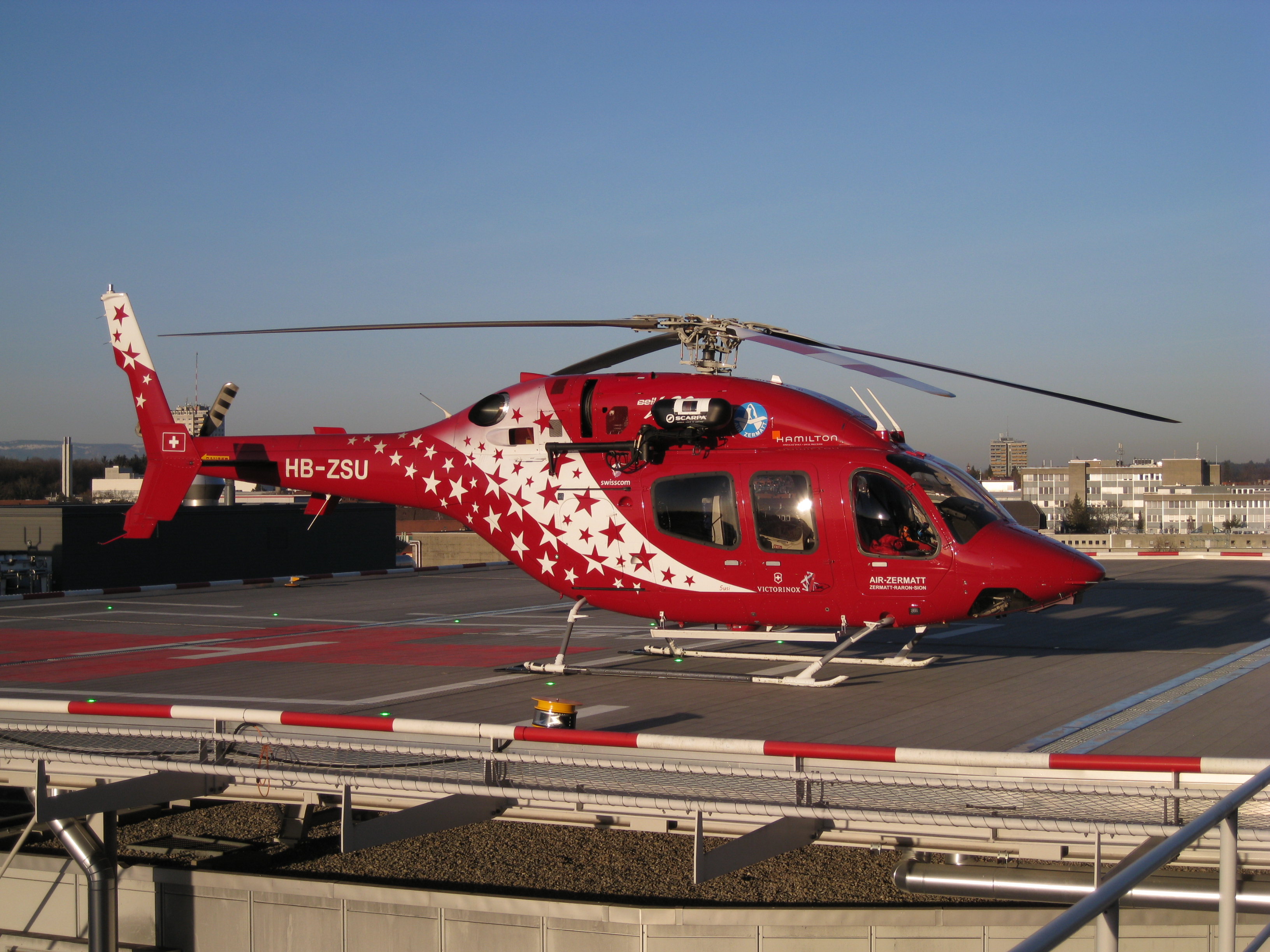
Bell 429 der Air Zermatt auf dem Heliport des Inselspital

Der ehemalige Pilot der Air Zermatt Siegfried Stangier, schrieb 1986 ein Buch mit dem Titel „Retter, die vom Himmel kommen“, das einen Einblick in die Tätigkeit der Air Zermatt in den 1970er bis Mitte der 1980er Jahre gibt.
Die RTL-Sendung Notruf (1992–2006) mit Hans Meiser war wiederholt zu Besuch bei der Air Zermatt, oder an vielen Rettungsaktionen beteiligt die in dieser Sendung nachgestellt wurden, ausserdem war im Vorspann von Notruf Täglich (1998–2001) einer der Rettungshelikopter zu sehen. Von Juli bis August 2006 drehte das Schweizer Fernsehen DRS eine Doku-Serie namens „Die Bergretter – unterwegs mit der Air Zermatt“ über das Unternehmen und seine Mitarbeiter. Die siebenteilige Serie wurde ab Mai 2007 ausgestrahlt. Im Winter 2007/2008 folgte eine Fortsetzung die im Februar 2007 als „Winterstaffel“ gedreht wurde.
Eine Dokumentation des SRF aus dem Jahr 2011 trägt den Titel „Die Bergretter im Himalaya“ und berichtet über den Aufbau einer Helikopter-Rettungsbasis in Nepal durch Bruno Jelk.
Im Jahr 2016 erschien auf Red Bull TV die sechsteilige Serie „The Horn“, die neben der Arbeitsweise des Unternehmens einzelne Mitarbeiter und Einsätze näher beleuchtet.